# Carpornis cucullata
A Carpornis cucullata a madarak osztályának verébalakúak (Passeriformes) rendjébe és a kotingafélék (Cotingidae) családjába tartozó faj.

## Rendszerezése
A fajt William John Swainson angol ornitológus írta le 1821-ben, a Procnias nembe Procnias cucullata néven. Használták a Carpornis cucullatus nevet is.

## Előfordulása
Brazília délkeleti részén honos. A természetes élőhelye a szubtrópusi vagy trópusi síkvidéki és hegyi esőerdők, valamint száraz erdők. Állandó, nem vonuló faj.

## Megjelenése
Testhossza 22,5–23 centiméter, a testtömege 67-84,4 gramm.

## Életmódja
Bogyós gyümölcsökkel és nagyobb rovarokkal táplálkozik.

## Külső hivatkozások
- Képek az interneten a fajról
- Xeno-canto.org - a faj hangja és elterjedési területe